# Robert C. Kirk
Robert Crothers Kirk (* 26. Februar 1821 in Mount Pleasant, Jefferson County, Ohio; † 1898) war ein US-amerikanischer  Diplomat und Politiker. Von 1860 bis 1862 war er Vizegouverneur des Bundesstaates Ohio.

## Werdegang
Robert Kirk besuchte die öffentlichen Schulen seiner Heimat. Nach einem anschließenden Medizinstudium an der University of Pennsylvania in Philadelphia und seiner Zulassung als Arzt begann er im Fulton County in Illinois in diesem Beruf zu arbeiten. Später gab er diese Tätigkeit auf. Er ließ sich in Mount Vernon (Ohio) nieder, wo er im Handel arbeitete. Zeitweise lebte er auch in Winona im Bundesstaat Minnesota, ehe er nach Mount Vernon zurückkehrte.
Politisch schloss sich Kirk der Republikanischen Partei an und wurde in den Senat von Ohio gewählt. 1860 wurde er an der Seite von William Dennison zum Vizegouverneur seines Staates gewählt. Dieses Amt bekleidete er von 1860 bis 1862. Dabei war er Stellvertreter des Gouverneurs und Vorsitzender des Staatssenats. Von 1862 bis 1866 sowie nochmals von 1869 bis 1871 war er amerikanischer Gesandter in Argentinien und Uruguay im Rang eines Ministerresidenten. Zeitweise fungierte er auch als Leiter der Steuerbehörde im 13. Bundesfinanzbezirk. Robert Kirk starb im Jahr 1898. Sein genaues Sterbedatum und der Sterbeort sind nicht überliefert.